# 이산화 (소설가)
이산화는 대한민국의 SF 소설가이다.
광주과학기술원에서 화학을 전공하고 물리화학 석사를 받았다. '이산화'는 필명으로 사람 이름처럼 들리면서 전공과 관련되어 선택한 것이다.
온라인 연재 플랫폼 브릿G에서 〈아마존 몰리〉가 2017년 2분기 출판지원작에 선정되며 작가 활동을 시작하였으며, 이후 〈증명된 사실〉로 2018년 SF 어워드 중·단편소설 부문 우수상을 수상하였다. 사이버펑크 장편 《오류가 발생했습니다》와 다수의 단편을 발표하였다.
한국과학소설작가연대 2기 운영이사이다.

## 저서
- 《단편들, 한국 공포 문학의 밤》 (황금가지) 2017년 10월 ISBN 979-11588832-0-1
  - 〈증명된 사실〉
- 《오류가 발생했습니다》 (그래비티북스) 2018년 5월 ISBN 979-11962501-2-6
- 《전쟁은 끝났어요》 (요다) 2019년 3월 ISBN 979-11890991-2-1
  - 〈전쟁은 끝났어요〉
- 《증명된 사실》 (아작) 2019년 7월 ISBN 979-11890156-9-5
  - 〈세상은 이렇게 끝난다〉 〈증명된 사실〉 〈지옥구더기의 분류학적 위치에 대하여〉 〈햄스터는 천천히 쳇바퀴를 돌린다〉 〈한 줌 먼지 속〉 〈무서운 도마뱀〉 〈연약한 두 오목면〉 〈우는 물에서 먹을거리를 잡아 돌아오는 잠수부〉 〈카르멘 엘렉트라, 그녀가 내게 키스를〉 〈희박한 환각〉 〈2억 년 전에 무리 짓다〉 〈공자가 성스러운 새에 대해 말하다〉
- 《감겨진 눈 아래에》 (황금가지) 2019년 8월 ISBN 979-11588856-3-2
  - 〈아마존 몰리〉